# Ebba Koch
Ebba Koch (* 13. Februar 1944 in Klagenfurt) ist eine österreichische Kunsthistorikerin. Ihr Forschungsschwerpunkt liegt im Studium der Kultur und Architektur des Mogulreich, insbesondere der Architekturgeschichte.

## Leben
Ebba Koch studierte an der Universität Wien, wo ihr der Doktorgrad und die Habilitation verliehen wurde. Sie ist Privatdozentin für Kunstgeschichte an der Universität Wien, führt den Titel Universitätsprofessorin und war Senior Researcher am Institut für Iranistik der Österreichischen Akademie der Wissenschaften.
2001 war sie architektonische Beraterin der Taj Mahal Conservation Collaborative. 2005 bis 2009 war sie österreichische Delegierte im Management Committee of the COST Action A36 der Europäischen Kommission, "Network of Comparative Empires : Tributary Empires Compared : Romans, Mughals and Ottomans in the Pre-Industrial World from Antiquity till the Transition to Modernity".

## Forschung
Ihr Forschungsschwerpunkt liegt im Studium der Kultur und Architektur des Mogulreichs. Koch gilt als führende Expertin der Mogularchitektur. Sie verbindet in ihrer Forschung die kulturellen, politischen, sozialen und ökonomischen Aspekte.

## Kunst der Mogulzeit
Kochs Forschung hat zum historischen Verständnis der frühmodernen Entwicklung Indiens entscheidend beigetragen. In Zusammenarbeit mit dem indischen Architekten Richard A. Barraud hat sie eine großangelegte Studie der Paläste und Gärten in der Epoche Shah Jahans erstellt. Dabei rekonstruierte sie die historische Mogulstadt Agra und produzierte die erste umfassende Dokumentation des Taj Mahal. Durch diese Arbeit entstand eines der größten Archive von Fotografien und Zeichnungen der islamischen Architektur des indischen Subkontinents.
Sie hat auch ein Archiv angewandter Kunst und von Malerei im Mogulreich erstellt. Hier zeigt sie Verbindungen zwischen Europa und Mogulindien auf, die sich im politischen Symbolismus beider Kontinente ausdrücken.

### Methodik
In ihrer Arbeit verwendet Koch Kunst als geschichtliche Grundlage. Dieser interdisziplinäre Ansatz ermöglicht es, politische und ideologische Konzepte in Bezug auf ihre geschichtliche Bedeutung in einer Epoche zu untersuchen.
Architektur und Kunst werden hier als Form der Kommunikation gesehen. Ein Topos aus Symbolen entsteht, die ähnlich wie Sprache und Literatur aufschlussreiche Hinweise auf den Zeitgeist geben.
Als Technik nutzt sie die formalistische Betrachtung von Kunst. Ästhetische Elemente von Malerei und angewandter Kunst, architektonischer Form, Gärten und städtebauliche Elemente liefern wichtige Hinweise auf das Leben in der damaligen Zeit, unter Heranziehung schriftlich dokumentierter Aspekte.

## Forschungsförderung
Forschungsförderung für Studien der Architektur des indischen Subkontinents:
- Jubiläumsfonds der Österreichischen Nationalbank: 1982, 1994, 1997, 1999
- Fonds zur Förderung der wissenschaftlichen Forschung: 1982, 1984, 1987, 1989
- des Bundesministeriums für Wissenschaft und Forschung: 1992
- des Bundesministeriums für Unterricht und kulturelle Angelegenheiten: 1997.
- 2009–2012: FWF Austrian Science Funds, project P 21480 "Mughal palaces"[7]

## Fellowships und Gastprofessuren
- 1998: Hagop Kevorkian Lectureship in Near Eastern Art and Civilization, New York University.
- 1998: Distinguished Visiting Professor of the Department of Arabic Studies of the School of Humanities and Social Sciences at the American University in Cairo.
- 2002: Fellowship of the Aga Khan Program for the Study of Islamic Architecture at Harvard University.
- 2008: Visiting Professor, Khalili Centre, Faculty of Oriental Studies, Oxford University
- 2008–09: Visiting Professor (fall term), Department of History of Art and Architecture, Harvard University
- September 2012 – Januar 2013 Gastprofessur an der Boğazici Universität, Istanbul

## Veröffentlichungen (Auswahl)
- Shah Jahan and Orpheus. The Pietre Dure Decoration and the Programme of the Throne in the Hall of Public Audiences at the Red Fort of Delhi, Graz, Akademische Druck- und Verlagsanstalt, 1988
- Dara Shikoh Shooting Nilgai. Hunt and Landscape in Mughal Painting., Freer Occasional Paper, New Series 1. Washington D. C.: Freer Gallery of Art and Arthur M. Sackler Gallery, Smithsonian Institution. 1998.
- Mughal Architecture. An Outline if Its History and Development, München: Prestel, 1991; 2nd ed. New Delhi: Oxford University Press, 2002.
- with Milo C. Beach and Wheeler Thackston: King of the World. The Padshahnama, an Imperial Mughal Manuscript from the Royal Library, Windsor Castle, London: Azimuth Editions und Washington DC: Sackler Gallery, Smithsonian Institution 1997
- Mughal Art and Imperial Ideology, New Delhi: Oxford University Press 2001.
- The Complete Taj Mahal and the Riverfront Gardens of Agra, London: Thames and Hudson 2006.
- Humayun Padshah: Inventor and Visionary on the Mughal Throne, Ahmedabad: Aga Khan Trust for Culture in association with Mapin Publishing, 2022.

Koch veröffentlicht wissenschaftliche Fachartikel und Sammelbänder über indische und islamische Kultur, u. a. in The Encyclopaedia of Islam. New Edition.